# Miguel Ocón
Miguel Ocón Izquierdo (Madrid, España, 7 de septiembre de 1953) es un exvoleibolista español. Se convirtió, junto a Feliciano Mayoral, en el primer jugador en ganar la Superliga con tres equipos distintos. Sus puntos fuertes eran el remate, destacable el gesto del mismo, y el bloqueo, mientras que su punto más débil era la recepción.
Comenzó su carrera profesional en 1970 en las filas del Atlético de Madrid, dos años después firma contrato con el Real Madrid. En el verano de 1978 marchó a Estados Unidos para jugar en las filas de los Denver Comets de la IVA convirtiéndose en el primer jugador de voleibol profesional español. En la temporada 78-79 tiene ficha como jugador en el Real Madrid, sin embargo nunca es alineado por el club blanco. En el verano de 1979 vuelve a Denver, esta vez junto a Luis Hernández Cotter. A su vuelta ficha por el Turavia.
En 1980 ficha por el Son Amar Palma club que abandona en 1983 pues Damià Seguí quiso rejuvenecer la plantilla.
Tras un año inactivo, se convierte en 1984 en el entrenador del Club Voleibol Cisneros. En 1989 sustituye Luis Gutiérrez en el banquillo del Turavia tras un mal inicio de campaña.